# エーデルワイス (鉄道車両)
エーデルワイスは、東日本旅客鉄道（JR東日本）が1988年から2002年まで保有していた鉄道車両（気動車）でジョイフルトレインの一種である。

## 概要
JR東日本盛岡支店（後の盛岡支社）向けにキハ58形・キハ28形を土崎工場（現・秋田総合車両センター）で改造し落成した。
JR東日本としては初めての普通車扱いのジョイフルトレインで、団体臨時列車や臨時快速列車などに使用された。

## 編成
- 1号車 キハ58 744
- 2号車 キハ28 2509
- 3号車 キハ58 619

3両とも普通車扱いのため車両番号は変更されていない。

## 構造
※この節では主に改造当初の構造について記述する。

### 車体
車体側面では前位の出入口扉と戸袋窓、最後部の客室窓1枚がふさがれている。これにより出入口は後方の1か所のみとなっている。3両編成で運転する際に先頭車となるキハ58 619・744では前位の出入口扉と戸袋窓の跡に他の客室窓と同形の客室窓が1枚増設され、中間車となるキハ28 2509ではその部分に大きな固定式一枚窓が設置されている。
車体前面については、3両とも客室からの前面展望を可能とするため、助士側の窓は従来より上下寸法を拡大して窓ガラスが側面まで回りこんだパノラミックウインドウに取り替えられているほか、貫通扉の窓下にヘッドサインを設置している。キハ28 2509は改造種車が後期製造のモデルチェンジ車であるため、運転室前面窓が側面まで回りこんだパノラミックウインドウで、前面下部にスカートが付いている。
車体塗装は当初、高山植物のエーデルワイス（セイヨウウスユキソウ）をイメージした白色地に青・水色・赤・山吹色の模様を入れた明るめの塗装であったが、1992年に灰色地に窓周りを紫色とした落ち着いた外装へ変更された。

### 車内
内装は洋風仕様となっている。
座席は背面に大形テーブルを内蔵した横4列のリクライニングシートとなっている。中央部にカラオケ装置やビデオ、モニターテレビとステージを設置し、客室を二分している。3両とも前位のデッキは撤去されており、キハ58 619・744ではその跡が客室の一部となり、キハ28 2509ではラウンジに改造されている。天井の蛍光灯は従来の取り付け位置のままグローブ付きとし、窓の日よけは従来のロールアップカーテンから横引きカーテンに取り替えられた。
客室と後部デッキの間には荷物置場を新設している。
客室からの前面展望を可能とするよう、運転室は半室構造に改められている。キハ58 744では運転室と客室との間にテレホンカード専用の公衆電話が新設されている。

## 運用
落成後、盛岡客車区（後の盛岡車両センター）に配置され、1988年12月から営業運転を開始し、団体臨時列車などで使用された。
1990年にエンジンが従来のDMH17系から新潟鐵工所製のDMF13系に換装され、1992年には車体塗色変更が実施されている。
1999年・2000年の夏期には臨時快速列車「リアス・シーライナー」に使用された。
2001年7月28日に盛岡 - 青森間で「さよならエーデルワイス」としてさよなら運転が実施されたのちに保留車となり、翌2002年11月1日付けで廃車となった。